# Chloropteryx stigmatica
Chloropteryx stigmatica là một loài bướm đêm trong họ Geometridae.